# یون ته یونگ
یون ته یونگ (کره‌ای: 윤태영؛ زادهٔ ۳ اکتبر ۱۹۷۴) بازیگر اهل کره جنوبی است. او بیشتر به خاطر ایفای نقش در درام‌های کره‌ای همچون افسانه (۲۰۰۷) و اعتصاب عشق (۲۰۰۹) شناخته می‌شود.

## زندگی شخصی
یون ته یونگ با بازیگر ایم یو جین در ۱۴ فوریه ۲۰۰۷ ازدواج کرد. آنها یکدیگر را در مجموعه تلویزیونی کی‌بی‌اس۲، در علفزار (۲۰۰۳) ملاقات کرده بودند.
او تنها پسر یون جونگ یونگ، نایب رئیس سابق سامسونگ است.